# 어떤 눈망울
"어떤 눈망울"은 한국에서 제작된 이강천 감독의 1968년 영화이다. 박노식 등이 주연으로 출연하였고 국채완 등이 제작에 참여하였다.

## 출연

### 주연
- 박노식
- 최인숙
- 남궁원

## 기타
- 조명: 최원근
- 미술: 송백규